# Agelanthus glomeratus
Agelanthus glomeratus är en tvåhjärtbladig växtart som först beskrevs av Adolf Engler, och fick sitt nu gällande namn av R.M. Polhill & D. Wiens. Agelanthus glomeratus ingår i släktet Agelanthus och familjen Loranthaceae. Inga underarter finns listade i Catalogue of Life.